# Obrijež
Obrijež är en ort i Bosnien och Hercegovina.   Den ligger i entiteten Republika Srpska, i den östra delen av landet, 110 km nordost om huvudstaden Sarajevo. Obrijež ligger 123 meter över havet och antalet invånare är 192.
Terrängen runt Obrijež är huvudsakligen platt, men åt sydväst är den kuperad. Närmaste större samhälle är Bijeljina, 12,3 km norr om Obrijež. 
Trakten runt Obrijež består till största delen av jordbruksmark. Runt Obrijež är det ganska tätbefolkat, med 104 invånare per kvadratkilometer.